# ママの遺伝子
『ママの遺伝子』（ままのいでんし）は、2002年10月11日から12月13日までTBS系列「金曜ドラマ」枠で放送された日本のテレビドラマ。主演は薬師丸ひろ子。
本作で竜雷太と沢田亜矢子が夫婦（主人公の義父母）役を演じているが、1989年5月25日に当時よみうりテレビで毎週木曜日の夜に編成していた長時間テレビドラマ枠「木曜ゴールデンドラマ」の『妻ありてこそ』でも竜と沢田は夫婦役を演じている。

## ストーリー
主婦・藤木七海は35歳で結婚13年目。
もう一度働きたい、そろそろマイホームが欲しいと思っていたその矢先、夫の両親から同居の誘いが来た。七海は夫の両親に子供の面倒見てもらえれば働きにもいけるし、家賃が要らないからその分マイホーム資金に回せるかもと呑気な事を考えていた。だがそれは全て姑の企みであった。
子供の受験や嫁姑戦争・主婦の復職といった多様な問題に立ち向かう主人公が描かれた。

## キャスト

### 藤木家
藤木七海〈38〉
演 - 薬師丸ひろ子
結婚13年目の専業主婦で渡の妻で、2児（龍之介と奈津）の母。達子に息子をけなされ本人以上に傷つき、見返そうとするうちに「お受験」にハマっていく。
藤木渡〈37〉
演 - 上川隆也
七海の夫で、2児（龍之介と奈津）の父、藤木家の次男。スカイホーム営業一課課長。頭はいいが、人の気持ちに鈍感で七海をやきもきさせることに。勉強ができながらも教育論を押し付けることをせず、子供は伸び伸び育てたい主義で、塾通いに反対。
藤木龍之介〈11〉
演 - 小池城太朗
七海と渡の長男で小学5年生。勉強嫌いでゲームばかりしている。隠してきた赤点のテストを達子に見つかる。
藤木奈津〈8〉
演 - 望月瑛蘭
七海と渡の長女で小学2年生。要領が良く勉強もできるため達子にかわいがられる。兄の龍之介をよくかばう。
藤木昭吾〈60〉
演 - 竜雷太
七海の舅で渡・里美・浩介らの父で達子の夫。一流保険会社に勤務している定年退職間近の会社員。穏やかな性格のため達子の過干渉に口を出さないが、ここぞという時には達子を叱る。
藤木達子〈58〉
演 - 沢田亜矢子
七海の姑で渡・里美・浩介らの母で昭吾の妻。4人の子を名門校に入れたことが自慢。龍之介の成績の悪さに驚き、塾通いを強制。
藤木浩介〈26〉
演 - 吉沢悠
渡の弟で藤木家の三男。達子の頭痛のタネ。定職につかず、古着屋でバイトし自由気ままに過ごしている。
藤木佳子
演 - 藤田朋子
渡の兄の妻。七海達が同居を始める以前に、渡の両親と同居していた。達子が原因で、兄一家は家を出ることになった。

### 三谷家
三谷貴幸〈36〉
演 - 宇梶剛士
里美の夫で博貴の父。一流商社に勤めるサラリーマン。生真面目で愛妻家。
三谷里美〈33〉
演 - 横山めぐみ
渡の妹で貴幸の妻で博貴の母、藤木家の長女。旧姓：藤木。実家で食事を済ませるなど家事には横着だが、息子の教育には熱心。
三谷博貴〈11〉
演 - 村上雄太
里美・貴幸夫婦のひとり息子。勉強好きな小学5年生。

### その他
早見桜〈11〉
演 - 原田舞美
ICS進学教室に通う女の子。龍之介や博貴と同じく開應中学を目指している。龍之介に勉強を教えている。
町田〈34〉
演 - 阿部サダヲ
ICS進学塾教務主任。学校教育を否定。
植島彩〈20〉
演 - 矢沢心
浩介の恋人。たびたび藤木家に訪れる。
牧野国子〈35〉
演 - 磯野貴理子
渡と同じスカイホームの開発推進課に所属し、リフォーム部門の仕事に関わっている。七海の同期で、会社時代からの親友。
太田
演 - 山崎樹範
スカイホーム営業一課所属。渡の部下。
弓江
演 - 市毛良枝
七海の実母。静岡で七海の父と共に暮らしている。ある日、突然七海の家へ泊まりにやってくる。
富田理沙
演 - 伊藤裕子

## スタッフ
- 脚本 - 小松江里子
- 音楽 - 幾見雅博
- 演出 - 大岡進、今井夏木、平野俊一
- 主題歌 - RAG FAIR「あさってはSunday」
- 挿入歌 - RAG FAIR「かえりみち」
- プロデューサー - 伊藤一尋

## 放送日程
| 各話                                                           | 放送日   | サブタイトル               | 演出                     | 視聴率 |
| -------------------------------------------------------------- | -------- | -------------------------- | ------------------------ | ------ |
| 第1話                                                          | 10月11日 | 嫁姑バトル始まる           | 大岡進                   | 09.7%  |
| 第2話                                                          | 10月18日 | 嫁お受験にハマる           | 大岡進                   | 10.2%  |
| 第3話                                                          | 10月25日 | カミさんと同伴出勤？       | 今井夏木                 | 07.9%  |
| 第4話                                                          | 11月01日 | 鬼姑の目にも涙             | 今井夏木                 | 07.9%  |
| 第5話                                                          | 11月08日 | 涙の受験生ブルース         | 大岡進                   | 12.7%  |
| 第6話                                                          | 11月15日 | 姑の家出は、嫁の天国?!     | 大岡進                   | 11.1%  |
| 第7話                                                          | 11月22日 | 夫が浮気？長男が初キッス?! | 平野俊一                 | 12.1%  |
| 第8話                                                          | 11月29日 | 姑VS実家の母、参戦する！   | 平野俊一                 | 10.7%  |
| 第9話                                                          | 12月06日 | お受験狂想曲、本番始まる！ | 今井夏木                 | 10.2%  |
| 最終話                                                         | 12月13日 | 涙、ナミダの合格発表       | 大岡進 今井夏木 平野俊一 | 12.2%  |
| 平均視聴率 10.5%（視聴率はビデオリサーチ調べ、関東地区・世帯） |          |                            |                          |        |